# ATC (L)
Jest to część klasyfikacji anatomiczno-terapeutyczno-chemicznej:
- A – Przewód pokarmowy i metabolizm
- B – Krew i układ krwiotwórczy
- C – Układ sercowo-naczyniowy
- D – Dermatologia
- G – Układ moczowo-płciowy i hormony płciowe
- H – Leki hormonalne do stosowania wewnętrznego (bez hormonów płciowych)
- J – Leki stosowane w zakażeniach (przeciwinfekcyjne)
- L – Leki przeciwnowotworowe i immunomodulujące
- M – Układ mięśniowo-szkieletowy
- N – Ośrodkowy układ nerwowy
- P – Leki przeciwpasożytnicze, owadobójcze i repelenty
- R – Układ oddechowy
- S – Narządy wzroku i słuchu
- V – Różne (varia)

Obejmuje ona leki przeciwnowotworowe i immunomodulujące:
- L – Leki przeciwnowotworowe i immunomodulujące
  - L 01 – Cytostatyki
  - L 02 – Leki hormonalne
  - L 03 – Leki immunostymulujące
  - L 04 – Leki immunosupresyjne

## L 01 –Cytostatyki
- L 01 A – Leki alkilujące
  - L 01 AA – Analogi iperytu azotowego
  - L 01 AB – Estry kwasu sulfonowego
  - L 01 AC – Iminy etylenowe
  - L 01 AD – Pochodne nitrozomocznika
  - L 01 AG – Epoksydy
  - L 01 AX – Inne
- L 01 B – Antymetabolity
  - L 01 BA – Analogi kwasu foliowego
  - L 01 BB – Analogi puryn
  - L 01 BC – Analogi pirymidyn
- L 01 C – Alkaloidy roślinne i inne związki pochodzenia naturalnego
  - L 01 CA – Alkaloidy Vinca i ich analogi
  - L 01 CB – Pochodne podofilotoksyny
  - L 01 CC – Pochodne kolchicyny
  - L 01 CD – Taksany
  - L 01 CE – Inhibitory topoizomerazy 1
  - L 01 CX – Inne
- L 01 D – Antybiotyki cytotoksyczne i związki pochodne
  - L 01 DA – Aktynomycyny
  - L 01 DB – Antracykliny i związki pochodne
  - L 01 DC – Inne
- L 01 E – Inhibitory kinazy białkowej
  - L 01 EA – Inhibitory kinazy tyrozynowej BCR-Abl
  - L 01 EB – Inhibitory kinazy tyrozynowej receptora nabłonkowego czynnika wzrostu (EGFR)
  - L 01 EC – Inhibitory kinazy seroninowo-treoninowej B-Raf (BRAF)
  - L 01 ED – Inhibitory kinazy chłoniaka anaplastycznego (ALK)
  - L 01 EE – Inhibitory kinazy aktywowanej mitogenami (MEK)
  - L 01 EF – Inhibitory kinaz cyklinozależnych (CDK)
  - L 01 EG – Inhibitory kinazy mTOR
  - L 01 EH – Inhibitory kinazy receptora ludzkiego czynnika wzrostu naskórka 2 (HER2)
  - L 01 EJ – Inhibitory kinazy janusowej (JAK)
  - L01 EK – Inhibitory kinazy receptora czynnika wzrostu śródbłonka naczyniowego (VEGFR)
  - L 01 EL – Inhibitory kinazy tyrozynowej Brutona (BTK)
  - L 01 EM – Inhibitory kinazy 3-fosfatydyloinozytolu (Pi3K)
  - L 01 EN – Inhibitory kinazy tyrozynowej receptora czynnika wzrostu fibroblastów (FGFR)
  - L 01 EX – Inne inhibitory kinazy proteinowej
- L 01 F – Przeciwciała monoklonalne oraz przeciwciała skoniugowane z cytostatykami
  - L 01 FA – Inhibitory CD20
  - L 01 FB – Inhibitory CD22
  - L 01 FC – Inhibitory CD38
  - L 01 FD – Inhibitory HER2
  - L 01 FE – Inhibitory EGFR
  - L 01 FF – Inhibitory PD–1/PD–L1
  - L 01 FG – Inhibitory VEGF/VEGFR
  - L 01 FX – Inne przeciwciała monoklonalne oraz przeciwciała skoniugowane z cytostatykami
  - L 01 FY – Połączenia przeciwciał monoklonalnych oraz przeciwciał skoniugowanych z cytostatykami
- L 01 X – Pozostałe leki przeciwnowotworowe
  - L 01 XA – Związki platyny
  - L 01 XB – Metylohydrazyny
  - L 01 XD – Środki stosowane w terapii fotodynamicznej
  - L 01 XF – Retinoidy stosowane w terapii przeciwnowotworowej
  - L 01 XG – Inhibitory proteasomu
  - L 01 XH – Inhibitory deacetylaz histonów (HDAC)
  - L 01 XJ – Inhibitory szlaku Hedgehog
  - L 01 XK – Inhibitory polimeraz poli-ADP-rybozy (PARP)
  - L 01 XL – Przeciwnowotworowa terapia komórkowa lub genowa
  - L 01 XX – Inne
  - L 01 XY – Połączenia leków przeciwnowotworowych

## L 02 –Leki stosowane w terapii hormonalnej
- L 02 A – Hormony i ich pochodne
  - L 02 AA – Estrogeny
  - L 02 AB – Progestageny
  - L 02 AE – Analogi gonadoliberyny
  - L 02 AX – Inne hormony
- L 02 B – Antagonisty hormonów i ich pochodne
  - L 02 BA – Antyestrogeny
  - L 02 BB – Antyandrogeny
  - L 02 BG – Inhibitory enzymów
  - L 03 BX – Inne

## L 03 –Leki immunostymulujące
- L 03 A – Cytokiny i immunomodulatory
  - L 03 AA – Czynniki stymulujące tworzenie kolonii
  - L 03 AB – Interferony
  - L 03 AC – Interleukiny
  - L 03 AX – Inne

## L 04 –Leki immunosupresyjne
- L 04 A – Leki immunosupresyjne
  - L 04 AA – Selektywne leki immunosupresyjne
  - L 04 AB – Inhibitory TNF-α
  - L 04 AC – Inhibitory interleukiny
  - L 04 AD – Inhibitory kalcyneuryny
  - L 04 AE – Modulatory receptorów sfingozyno-1-fosforanu (S1P)
- L 04 AF – Inhibitory kinazy janusowej (JAK)
- L 04 AG – Przeciwciała monoklonalne
- L 04 AH – Inhibitory kinazy mTOR
- L 04 AJ – Inhibitory dopełniacza
- L 04 AK – Inhibitory dehydrogenazy dihydroorotanowej (DHODH)
  - L 04 AX – Inne